# Neoarctus primigenius
Famille
Genre
Espèce
Neoarctus primigenius, unique représentant du genre Neoarctus et  de la famille des Neoarctidae, est une espèce de tardigrades. 

## Distribution
Cette espèce est endémique de la mer Méditerranée. 
Elle a été découverte dans le golfe d'Orosei au large de la Sardaigne dans la mer Tyrrhénienne par 38 m de profondeur.

## Description
La femelle holotype mesure 99 mm de long et 36 mm de large.

## Taxinomie
La sous-famille des Neoarctinae a été élevée au rang de famille par Bello et Grimaldi de Zio en 1998.

## Publication originale
- Grimaldi de Zio, D'Addabbo Gallo & Morone De Lucia, 1992 : Neoarctus primigenius n. g., n. sp., a new Stygarctidae of the Tyrrhenian Sea (Tardigrada, Arthrotardigrada). Bolletino di zoologia, vol. 59, no 3, p. 309-313 (texte intégral).